# Pietro Longo
Pietro Longo (Roma, 29 ottobre 1935) è un politico italiano, segretario del Partito Socialista Democratico Italiano dal 1978 al 1985. Durante la sua carriera politica ha ricoperto l'incarico di Ministro del Bilancio e della Programmazione Economica nel Governo Craxi I ed è sempre stato deputato dalla V legislatura fino alla IX legislatura, fuorché nel periodo 1972-1976.

## Biografia
Pietro Longo è nato a Roma il 29 ottobre 1935 ed è figlio di Rosa Fazio Longo, importante militante ed esponente del Partito Socialista Italiano, nonché deputata nella I legislatura di origini molisane (era nativa di Campobasso), e di Leonardo Longo, ingegnere romano, mentre suo fratello maggiore, Giuseppe, è uno studioso di matematica. Durante gli studi universitari ha approfondito anche i fenomeni sociali, diventando fra l'altro uno fra i fondatori del Censis, un istituto di ricerca socio-economica fondato nel 1964.
Il 20 ottobre del 1978 fu nominato segretario nazionale del Partito Socialista Democratico Italiano (PSDI), venendo poi riconfermato segretario nel diciottesimo congresso del partito, svoltosi a Roma dal 16 al 20 febbraio del 1980, e nel diciannovesimo, tenutosi dal 24 al 30 marzo del 1982 a Milano; Longo ha ricoperto l'incarico di segretario nazionale del partito per un periodo complessivo di oltre sette anni, essendo superato nella durata in carica solo da Giuseppe Saragat, suo predecessore alla guida del PSDI nonché Presidente della Repubblica dal 1964 al 1971.
Convinto assertore della coalizione politica del pentapartito, Pietro Longo ricoprì per un anno l'incarico di Ministro del bilancio e della programmazione economica nel primo governo Craxi, esecutivo nato il 4 agosto del 1983. Pietro Longo fu però costretto a dimettersi prima dal suo incarico di governo, il 13 luglio del 1984, e in seguito dalla guida del PSDI, nell'ottobre del 1985, a causa delle conseguenze della scoperta della loggia P2, nei cui elenchi degli aderenti sin dal maggio del 1981 era stato ritrovato il suo nome. Alla guida del partito gli successe il collega Franco Nicolazzi, per otto volte ministro.
Nelle elezioni politiche per il rinnovo delle camere nel 1987 Pietro Longo non fu rieletto, perdendo così l'immunità parlamentare, e fu quindi rinviato a giudizio nel processo riguardante lo scandalo delle tangenti Icomec, società per azioni rilevante e autorevole nello scenario economico e finanziario nazionale sino ai primi anni ottanta. Nei primi anni novanta, a seguito delle indagini giudiziarie, si concluse quindi la sua lunga carriera politica durata oltre un ventennio.
Nel PSDI la sua corrente rappresentava, assieme alla tendenza di Pier Luigi Romita, l'area favorevole a una fusione del partito con il PSI di Bettino Craxi; il 15 febbraio del 1989 quest'area, comprendente anche molti altri rappresentanti del PSDI, si federò all'interno del movimento Unità e Democrazia Socialista (UDS), che il 13 ottobre dello stesso anno confluì nel PSI, dove Craxi gli offrì un posto in Direzione; alla fine degli anni ottanta appoggiò la linea craxiana della ricerca di una convergenza politica tra lo stesso Craxi, Giulio Andreotti e Arnaldo Forlani, in seguito ribattezzata CAF. Dopo la caduta del Governo De Mita (la cui crisi fu provocata da Craxi), il periodo 1989-1992 fu contrassegnato dal VI e VII Governo Andreotti, esecutivi appoggiati attivamente da Longo.
Nell'immaginario collettivo degli anni ottanta Pietro Longo è ricordato per la platealità degli atteggiamenti, per il sorriso sornione e per la sua vocazione al divertimento e allo stile da viveur (come del resto Gianni De Michelis e Renato Altissimo). Lo scrittore Filippo Ceccarelli chiosò nel suo libro "Lo Stomaco della Repubblica" che Longo prediligeva gli spaghetti alla vodka, piatto emblematico degli anni ottanta in Italia e negli Stati Uniti d'America. 
Ritiratosi a vita privata alla fine della sua carriera politica nei primi anni novanta, salvo brevi apparizioni ad eventi culturali sulla storia del socialismo, conduce una vita ritirata e lontana dai riflettori. Il suo nome è tornato brevemente alla ribalta nel luglio 2024, quando la Camera dei deputati decide di revocargli il vitalizio a causa della condanna in forma definitiva, venendo difeso dal giornale garantista di Piero Sansonetti. Attualmente non si sa se è ancora in vita.

## Procedimenti giudiziari

### Scandalo Icomec
È stato processato per lo scandalo delle tangenti Icomec, con condanna in primo grado (1989, sentenza del Tribunale di Milano: 7 anni e 6 mesi), quindi in appello (1991, 2 anni e 6 mesi) diventata definitiva con sentenza della Corte di cassazione a 2 anni e 6 mesi. La notte del 30 aprile 1992 fu prelevato a casa dai carabinieri e tradotto nel carcere di Rebibbia dove rimase cinque mesi. Scontò il resto della pena affidato in prova ai servizi sociali.
Privato del vitalizio parlamentare nel 2015 in ragione della condanna penale riportata, nel 2024 ha visto definitivamente respinto il ricorso presentato alla Collegio di Appello della Camera dei Deputati.